# Asplenium trichomanes ssp. inexpectans
Asplenium trichomanes ssp. inexpectans es un pequeño helecho diploide (2n=72 cromosomas) de la familia Aspleniaceae. Sus frondes son frágiles, de tacto suave y de color verde claro sin brillo, miden entre 7 y 12 cm y es característico en ellos que acaban en una pinna apical igual o mayor que las demás pinnas. La lámina es lanceolada con 10-39 pares de pinnas asimétricas, subcuadrangulares u oblongas, a veces rectangulares. Los soros son pequeños y oblongos en un número de 4 a 10 en cada pinna con el indusio lineal univalvo. Las esporas son elipsoidales. Esporulación durante todo el año. Según la cantidad de luz que recibe tiene dos fenotipos: en penumbra intensa sus frondes son largos con el raquis de la lámina recto y las pinnas separadas entre sí; en un ambiente algo más luminoso los frondes crecen retorcidos y aplicados al sustrato, con las pinnas muy juntas como encogidas, en un intento de alejarse de la luz. 

## Hábitat
Vive entre las piedras de las paredes de los bancales y en grietas de rocas calcáreas en ambientes muy sombríos y húmedos, orientados hacia el Norte y Noroeste. No le gusta el sol directo ni la luz excesiva. Es claramente heliófobo.

## Híbridos
- Asplenium trichomanes nothosubsp. lucanum: híbrido triploide entre A. t. ssp. inexpectans y A. t. ssp. quadrivalens.
- Asplenium trichomanes nothosubsp. malacitense: híbrido hexaploide por cruzamiento entre A. azomanes y A. t. ssp. inexpectans.
- Asplenium × helii nothosubsp. helii: híbrido entre A. petrarchae ssp. petrarchae y A. t. ssp. inexpectans.
- Asplenium × artanense: híbrido diploide entre A. sagittatum (Phyllitis sagittata) y A. t. ssp. inexpectans.